# جواد محي الدين
     لشخصية أخرى تحمل اسم جواد العاملي، طالع جواد العاملي (توضيح).

جواد بن علي بن قاسم آل محي الدين الجامعي العاملي (1826 - 11 ديسمبر 1904) فقيه مسلم وشاعر عراقي. ولد في النجف وقرأ على علماء أسرته من آل أبي جامع العاملي. وحضر علی محمد حسن الجواهري ومحسن خنفر ومرتضى الأنصاري، ثم تصدّی للتدريس والبحث، وكان أحد فقهاء النجف لا يدرِّس إلا الفقه. توفي في النجف بالطاعون. من مؤلفاته ديوان شعر، رسالة في الطهارة و ملحق أمل الآمل و منظومة في أحكام الشكوك في الصلاة و رسالة آل أبي جامع.

## سيرته
جواد بن علي بن قاسم بن محمد بن أحمد بن حسين ينتهي نسبه إلى أبي جامع العاملي الحارثي ولد في النجف عام 1241 هـ. قرأ على علماء أسرته وحضر علی محمد حسن الجواهري ومحسن خنفر ومرتضى الأنصاري ثم تصدى للتدريس والبحث. كان إماماً في الصحن العلوي.

توفي شوال 1322 هـ/ 11 ديسمبر 1904 في النجف بالطاعون الذي حل فيها 1332 ه‍ / 1914 م ودفن فيها.

وقد أعقب ولدًا واحداً أمان والد الدكتور عبد الرزاق محيي الدين رئيس المجمع العلمي العراقي الأسبق.

## شعره
قد نظم في أهل البيت والأئمة الاثنا عشر، منه قوله في مدح علي بن أبي طالب:
وقوله:

## مؤلفاته
- أرجوزة في أوقات الاستخارة من أيام الأسبوع
- ديوان شعر
- رسالة في الطهارة
- ملحق أمل الآمل
- منظومة في أحكام الشكوك في الصلاة
- رسالة آل أبي جامع
- رسالة فيمَن تيقّن في الطهارة وشكّ في الحدث